# Geneviève Almouzni
Geneviève Almouzni (* 9. August 1960) ist eine französische Molekularbiologin und Epigenetikerin. Sie ist Forschungsleiterin beim Centre national de la recherche scientifique und leitet das Team „Chromatindynamik“ am Institut Curie in Paris. Almouzni erhielt zahlreiche Auszeichnungen, darunter 2024 den L’Oréal-UNESCO-Preis für ihre Arbeit auf dem Gebiet der Epigenetik und Krebsforschung.

## Leben
Almouzni wurde in Algerien geboren und wuchs im Elsass auf. In ihrer Kindheit entwickelte sie ein Interesse an biologischen Vorgängen, insbesondere angeregt durch Naturbeobachtungen wie die Entwicklung von Froscheiern. Obwohl sie keiner wissenschaftlichen Familie entstammt, entschied sie sich für eine Laufbahn in der Forschung, beeinflusst von inspirierenden Biologielehrern.
Almouzni studierte von 1980 bis 1984 Biochemie und Nutrition an der École normale supérieure de Fontenay-aux-Roses, wo sie das „Certificat d'aptitude au professorat de l'enseignement technique“ (CAPET, Lehrbefähigung für technische Oberschulen) erhielt und die Agrégation absolvierte. Zudem erlangte sie 1984 einen Bachelor in Biochemie und 1985 einen Masterabschluss in Mikrobiologie/Virologie an der Universität Paris 6 und am Institut Pasteur. 1988 wurde sie an der Paris 6 promoviert mit der Dissertation „Utilisation d'un système dérivé d'oeufs de Xénope pour étudier la réplication et l'assemblage en chromatine de l'ADN“ (Untersuchung der DNA-Replikation und Chromatin-Assemblierung anhand von Xenopus-Eiern).
Almouzni spezialisierte sich auf Molekularbiologie und Epigenetik. Ihre Zeit als Postdoktorandin verbrachte sie in den Vereinigten Staaten. Von 2013 bis 2018 war sie Leiterin des Forschungszentrums des Institut Curie, als erste Frau seit Irène Joliot-Curie. Seither ist sie dessen Ehrendirektorin.
Almouzni setzt sich für Chancengleichheit und Frauenförderung in der Wissenschaft und für bessere Bedingungen insbesondere für Wissenschaftlerinnen mit Familie ein. Sie ist verheiratet und hat einen Sohn (* 1990).

## Wirken
Almouzni gilt als eine führende Wissenschaftlerin auf dem Gebiet der Chromatinorganisation und Epigenetik. Seit 1999 leitet sie die Forschungsgruppe „Chromatindynamik“ am Institut Curie, die sich mit der Untersuchung der Struktur und Funktion von Chromatin beschäftigt. Ihre Forschung befasst sich insbesondere damit, wie DNA innerhalb des Zellkerns organisiert ist und welche Rolle diese Organisation bei der Regulierung der Genexpression spielt.
Ein wesentlicher Schwerpunkt ihrer Arbeit ist die Erforschung der Histone und ihrer Chaperone, die entscheidend zur strukturellen Anordnung des Genoms beitragen. Ihre Erkenntnisse über epigenetische Mechanismen halfen beim Verständnis von Störungen dieser Prozesse bei Erkrankungen wie Krebs.
Almouzni trug zur Krebsforschung bei, etwa zur besseren Diagnose und zielgerichteten Behandlung pädiatrischer Gehirntumore sowie anderer Krebsarten. Ihre Forschung konnte die Bedeutung bestimmter Mutationen in Histonen als bedeutende Biomarker für zielgenaue Diagnosen und Therapieentscheidungen aufzeigen.
Als Koordinatorin des europäischen Projekts „Cell-ID“ im Rahmen des französischen Zukunftsprogramms „France 2030“ erforscht Almouzni, wie Zellen ihre spezifische Identität und ihr Schicksal während der Entwicklung wählen und wie Abweichungen davon zu pathologischen Zuständen führen können. Insbesondere interessiert sie sich hierbei für Krankheiten des Gehirns, einschließlich pädiatrischer Krebserkrankungen.
Almouzni erhielt zahlreiche Auszeichnungen, darunter 2006 den Prix scientifique Cino Del Duca, 2013 den Women in Sciences FEBS/EMBO Award, 2014 den Grand Prix FRM und 2024 den L’Oréal-UNESCO-Preis.